# ژان-آئول
ژان-آئول (به لاتین: Zhan-Aul) یک منطقهٔ مسکونی در روسیه است که در استان آستراخان واقع شده‌است.